# Van America helemaal naar Amerika
Van America helemaal naar Amerika is een Nederlandse documentaire over de band Rowwen Hèze uit het Limburgse America en hun reis in maart 1998 naar Texas in de Verenigde Staten. Een film over hun liefde voor Limburg en de tex-mexmuziek. Naast de accordeon lopen de muziek en de poëtische teksten van zanger, componist en tekstschrijver Jack Poels als een rode draad door de film. De documentaire werd in 1999 onderscheiden met een Nationale Academy Award.
Rowwen Hèze en regisseur Leon Giesen gingen in het zuiden van Texas op zoek naar de tex-mexmuziek. Daar bezochten zij de door Duitse immigranten gestichte plaatsjes als New Braunfels en Luckenbach, waar de band in cafés optrad. Ook bezochten zij de grootmeesters van de Mexicaanse accordeon, de broers Santiago en Flaco Jiménez.
Naast het zingen in het Limburgs dialect, zijn zowel de gekozen onderwerpen als de muziek en de invloed van de Duitse en Oost-Europese polka's en walsen, de tex-mexmuziek, de accordeon en de blaaskapellen de grondslag van de culturele achtergrond van Rowwen Heze.
De film werd uitgezonden door de NPS op 28 december 1998.